# Andrej Skočir
Andrej Skočir (* 19. April 2003 in Šempeter-Vrtojba) ist ein slowenischer Leichtathlet, der sich auf den Sprint spezialisiert hat.

## Sportliche Laufbahn
Erste internationale Erfahrungen sammelte Andrej Skočir im Jahr 2021, als er bei den U20-Balkan-Hallenmeisterschaften in Sofia in 6,92 s den vierten Platz im 60-Meter-Lauf belegte. Im Juni siegte er bei den U20-Balkan-Meisterschaften in Istanbul in 21,52 s im 200-Meter-Lauf und sicherte sich mit der slowenischen 4-mal-400-Meter-Staffel in 3:13,39 min die Bronzemedaille. Anschließend schied er bei den U20-Europameisterschaften in Tallinn mit 21,59 s im Halbfinale über 200 Meter aus. 2023 schied er bei den U23-Europameisterschaften in Espoo mit 21,65 s im Semifinale über 200 Meter aus und verpasste mit der 4-mal-100-Meter-Staffel mit 40,40 s den Finaleinzug. Anschließend belegte er bei den Balkan-Meisterschaften in Kraljevo in 21,29 s den achten Platz über 200 Meter und belegte im Staffelbewerb in 40,70 s den sechsten Platz. Zuvor wurde er bei der 2. Liga der Team-Europameisterschaft im Rahmen der Europaspiele in Chorzów in 39,29 s Zweiter im Staffelbewerb. Im Jahr darauf wurde er bei den Balkan-Meisterschaften in Izmir in 21,47 s Sechster über 200 Meter und kam mit der Staffel nicht ins Ziel. Kurz darauf schied er bei den Europameisterschaften in Rom mit 21,08 s im Vorlauf über 200 Meter aus und kam mit der Staffel im Vorlauf nicht ins Ziel. 2025 wurde er bei der 2. Liga der Team-Europameisterschaft in Maribor in 20,81 s Siebter im A-Lauf über 200 Meter und wurde mit der Staffel in 39,12 s Dritter hinter den Teams aus Norwegen und Irland. Anschließend schied er bei den U23-Europameisterschaften in Bergen mit 21,28 s in der ersten Runde über 200 Meter aus und gelangte im Staffelbewerb mit 38,99 s auf Rang vier. Kurz darauf belegte er bei den Balkan-Meisterschaften in Volos in 21,03 s den achten Platz über 200 Meter.
In den Jahren 2023 und 2024 wurde Skočir slowenischer Meister im 200-Meter-Lauf sowie von 2023 bis 2025 in der 4-mal-100-Meter-Staffel. Zudem wurde er 2025 Hallenmeister über 200 Meter. 

## Persönliche Bestleistungen
- 100 Meter: 10,52 s (+0,1 m/s), 1. Juli 2023 in Nova Gorica
  - 60 Meter (Halle): 6,82 s, 28. Dezember 2024 in Zagreb
- 200 Meter: 20,78 s (+1,5 m/s), 5. Juni 2025 in Maribor
  - 200 Meter (Halle): 21,29 s, 8. Februar 2025 in Padua